# 道の駅そうべつ情報館i(アイ)

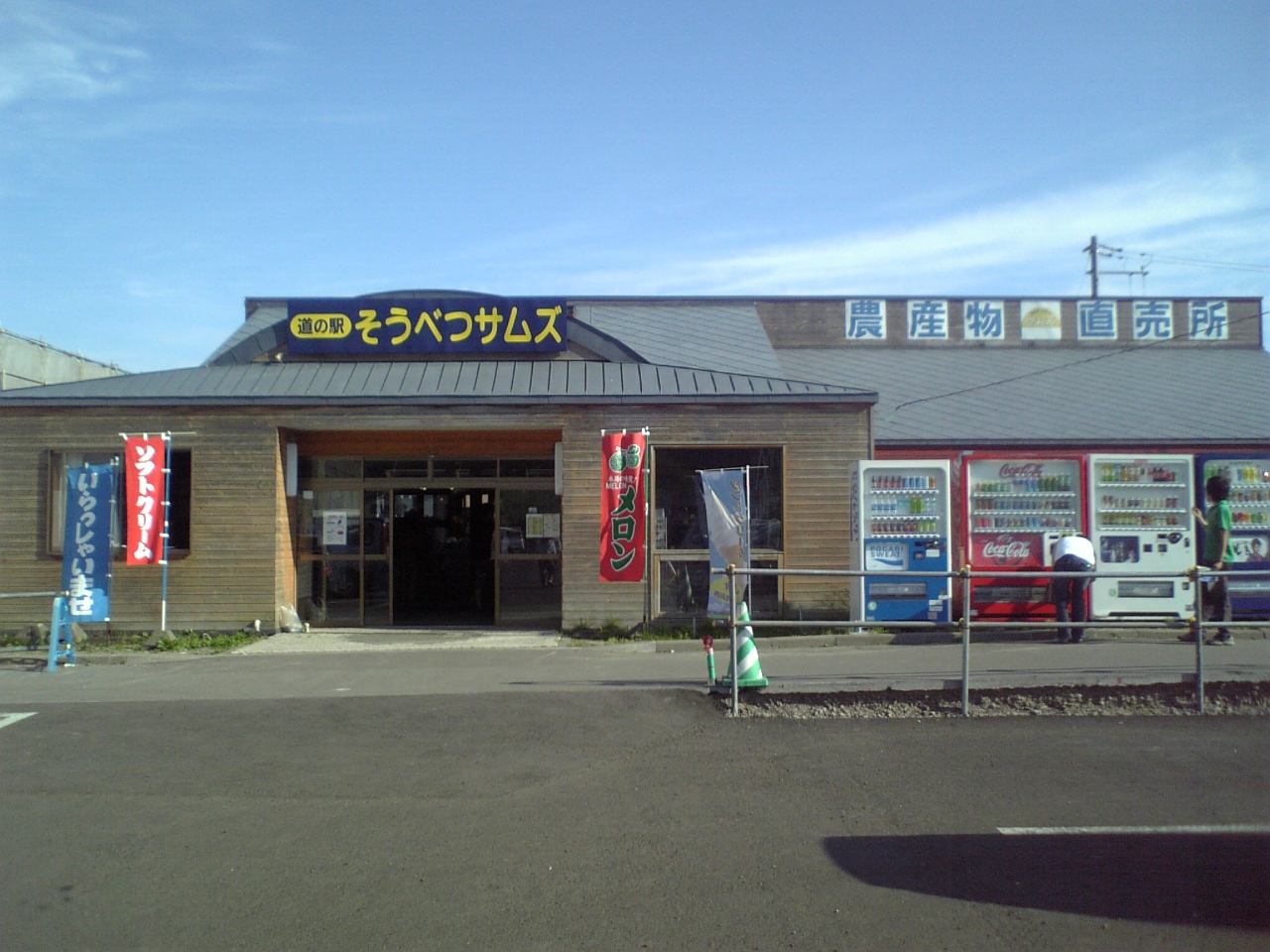
「そうべつサムズ」時代の建物。新築した建物への移転に伴い取り壊され、跡地は駐車場になっている。

道の駅そうべつ情報館i(アイ)（みちのえき そうべつじょうほうかんアイ）は、北海道有珠郡壮瞥町にある道の駅である。旧名称は「道の駅そうべつサムズ」。
「特産品等販売コーナー」では地元産の果物などの農産物が販売されている。

## 歴史
- 1996年（平成8年）- 「道の駅そうべつサムズ」として開駅。
- 2007年（平成19年）11月16日 - 駅名を「道の駅そうべつ情報館i(アイ)」に変更[1]。

## 主な施設
- 駐車場
  - 普通車：79台
  - 大型車：5台
  - 身障者用：2台
- トイレ（24時間利用可能）
  - 男：大 3器（2器）、小6器（4器）
  - 女：7器（4器）
  - 身障者用：1器（1器）
- 公衆電話：1台
- 公衆FAX：1台
- 売店
- 特産品等販売コーナー
- 休憩コーナー
- 多目的広場

## 休館日
- 毎週火曜日（祝日を除く11月中旬 - 3月末日）
- 年末年始（12月31日 - 1月5日）

## アクセス
直接連絡
- 国道453号
- 北海道道2号洞爺湖登別線（国道453号と重複）

間接連絡
- 北海道道132号洞爺公園洞爺線
- 北海道道519号滝之町伊達線

## 周辺
- 洞爺湖
- 横綱北の湖記念館